# Jana Drdácká
Jana Drdácká (* 1975) je česká flamenková tanečnice a průkopnice výuky flamenka[zdroj?] na profesionální úrovni v České republice.
Flamenku se věnuje již mnoho let a během té doby studovala flamenco na kurzech v Česku, USA a zejména pak ve Španělsku, a to u renomovaných profesorů: Rafaely Carrasco, Pastory Galván, Manuela Ríose, Manola Marína (stipendium od jednoho z nejlepších mistrů tradičního sevillského flamenka) a Juana Polvilla (Sevilla, Španělsko), Javiera Latorre (Córdoba, Španělsko – kurz specializovaný na tvorbu choreografie s kytarovým doprovodem), José Molina (New York, Oregon, USA), La Tani (Barcelona, Španělsko), Alejandro Granados, La Chiqui, Ana Maria Lopez, Merche Esmeralda, Matilde Coral (Jerez de la Frontera, Andalusia, Španělsko), Antonio Canales (Barcelona), Eduardo Lozano (Córdoba).
S kytaristou Danielem Gájou založila v létě 2000 ryze českou flamenkovou skupinu Arsa y Toma. Jana Drdácká je nejen vynikající tanečnicí, ale i taneční lektorkou, flamenco vyučuje již několik let v Praze ve studiu Zambra.
Je spoluautorkou a protagonistkou vystoupení Color Flamenco a Tierra de Flamenco, uvedených ve Švandově divadle.
Věnuje se i choreografii – např. hra Pláňka v Divadle Na Prádle.